# Laguna Atascosa National Wildlife Refuge
Laguna Atascosa National Wildlife Refuge is een National Wildlife Refuge en het grootste beschermde natuurgebied dat nog bestaat in de Rio Grande Vallei. Het gebied, ter grootte van 263,43 km², ligt in Cameron County, dicht bij Harlingen, Texas.
Naast 42 zoogdieren komen er 10 soorten amfibieën en 33 soorten reptielen voor. Van de 6 soorten zeeschildpadden, die allemaal bedreigd zijn, komen er 4 voor langs de kust. Het park is ook het broedgebied voor de met uitsterven bedreigde Amerikaanse dwergstern en negen andere met uitsterven bedreigde soorten waaronder zeldzame wilde katten, de ocelot en de jaguarundi. In het gebied zijn programma's opgesteld om de vegetatie en de wetland te herstellen.